# Doktorzy honoris causa Politechniki Szczecińskiej
- 1971
  - prof. Leon Babiński (październik)
  - prof. Tadeusz Rosner (październik)
  - prof. Herman Wagener (październik)
- 1976 – prof. Alfred Wielopolski (październik)
- 1996
  - prof. Wiesław Olszak (21 października)
  - prof. Czesław Cempel (2 grudnia)
- 1997 – prof. Jerzy Boczar (17 listopada)
- 1998
  - prof. Józef Szarawara (19 stycznia)
  - prof. Fryderyk Stręk (8 czerwca)
- 1999 – prof. Bolesław Mazurkiewicz (5 lipca)
- 2001
  - prof. Zdzisław Bubnicki (2 kwietnia)
  - prof. Jan Węglarz (10 grudnia)
- 2002
  - prof. Tadeusz Paryjczak (14 stycznia)
  - prof. Jan Koch (10 czerwca)
- 2003 – prof. Jerzy Doerffer (9 maja)
- 2004
  - prof. Stefan Wojciechowski (10 maja)
  - prof. Ali Hasan Nayfeh (31 maja)
  - prof. Tadeusz Kaczorek (8 listopada)
- 2006 – prof. Klaus Wetzig (15 maja)
- 2008
  - prof. zw. dr inż. Ryszard Sikora (21 kwietnia)
  - prof. zw. dr hab. inż. Krzysztof Marchelek (2 czerwca)